# معركة الطبقة
معركة الطبيب أو معركة سيدي كريم القرباع هي واحدة من أبرز المعارك التي خاضها المجاهدون الليبيون ضد القوات الإيطالية، وقعت في منطقة الطبيب جنوب وغرب مدينة درنة في ليبيا يومي 16 و17 مايو 1913. أسفرت عن انتصار ساحق للمجاهدين وتكبد القوات الإيطالية خسائر فادحة.

## خلفية
خلال المرحلة الأولى من الاحتلال الإيطالي لليبيا، تزايدت عمليات المقاومة، وبدأ المجاهدون في شن هجمات على المواقع العسكرية الإيطالية في شرق البلاد، ومن أبرزها منطقة الطبيب. قامت القوات الإيطالية بتمركزات عسكرية هناك بهدف بسط سيطرتها على المنطقة.

## المعركة
في صباح يوم 16 مايو 1913، شن المجاهدون هجومًا على المواقع الإيطالية في الطبيب. فشلت القوات الإيطالية في الدفاع رغم تحصيناتها، وتكبدت خسائر كبيرة، بما في ذلك مقتل وفقدان عدد كبير من الضباط. حاولت القيادة الإيطالية شن هجوم مضاد في 17 مايو لكنها فشلت أيضًا وانسحبت.

## النتائج
- خسائر فادحة للجيش الإيطالي
- تعزيز مكانة المقاومة الليبية
- تراجع معنوي للقوات الإيطالية في شرق ليبيا
- وصف الصحف الإيطالية للمعركة بأنها "معركة يوم الجمعة"